# Ataxia haitiensis
Ataxia haitiensis là một loài bọ cánh cứng trong họ Cerambycidae.